# Desa Pasirtanjung (administrativ by i Indonesien, lat -6,33, long 107,44)
Desa Pasirtanjung är en administrativ by i Indonesien.   Den ligger i provinsen Jawa Barat, i den västra delen av landet, 70 km öster om huvudstaden Jakarta.